# Karekin Khajag
Karekin Khajag (en armenio: Գարեգին Խաժակ; Aleksándropol, 6 de octubre de 1867, Diyarbakır - 1915) fue un periodista, escritor, activista político y educador armenio. Como miembro de la Federación Revolucionaria Armenia, Khajag viajó por todo el mundo para conseguir apoyo a la actividad revolucionaria. Durante su vida, estuvo en prisión cuatro veces. Se convirtió en profesor y director en varias escuelas armenias en toda la región. En 1915, Karekin Khajag fue arrestado y posteriormente asesinado durante el Genocidio Armenio.

## Biografía
Karekin Khajag nació el 6 de octubre de 1867 en Alexándropol, Imperio ruso (actual Guiumri, Armenia), bajo el nombre de Karekin Chakalian. Poseía el nombre Chakal Oghli (en turco: hijo de Chakal), que más tarde cambió como Khajag entre sus familiares y amigos. En 1883, luego de recibir su educación primaria localmente, realizó su educación secundaria en el Seminario Gevorgian. Graduándose en 1886, Khajag se convirtió en profesor, y durante siete años impartió clases en escuelas parroquiales en Bakú, Akulis, y Ganyá. Durante su estadía en Bakú, Khajag se unió a la Federación Revolucionaria Armenia (FRA). Para continuar su educación, Khajag viajó a Ginebra, donde estudió ciencias sociales en la Universidad de Ginebra. Durante ese período en Ginebra, comenzó a contribuir en el periódico Droshak, órgano del FRA.

Inmediatamente después de su graduación en 1898, Khajag fue enviado a los Balcanes y posteriormente hacia Alejandría por la junta editorial de Droshak. Luego de pasar un año en Alejandría, viajó hacia Esmirna donde permaneció seis meses, y finalmente se trasladó hacia Constantinopla, donde residió durante dos años.
Karekin Khajag fue encarcelado por ocho meses bajo los cargos de actividad revolucionaria. Fue posteriormente exiliado hacia el Cáucaso, donde continuó con su labor docente. Durante dos años fue director de una escuela armenia en Şuşa. Después de haber contraído matrimonio, Khajag se asentó en Tiflis en 1903, y se convirtió en uno de los editores del periódico armenio Mshak. Mientras trabajaba en ese periódico, impartió clases en la Escuela Nersiyan. En 1906, se convirtió en uno de los editores fundadores del periódico Harach, donde trabajó con Avetis Aharonián y Yeghisheh Topjian.
En 1908, fue arrestado y enviado a prisión, donde estuvo seis meses. Luego de ser liberado, fue nuevamente detenido y enviado a prisión, esta vez por nueve meses.
Tras ser liberado en 1912, Khajag regresó a Constantinopla, donde contribuyó en el periódico local Azadamard, al mismo tiempo en que se convirtió en director de una escuela armenia en el distrito de Samatya.

## Muerte
Karekin Khajag fue uno intelectuales armenios deportados durante el Genocidio Armenio. En la noche del 24 de abril de 1915, Khajag fue arrestado y encarcelado en Constantinopla, donde posteriormente fue enviado por tren hacia Ayaş, un pueblo ubicado en las provincias internas del Imperio otomano. Confinado en una prisión en Ayaş, Khajag estuvo con Rupen Zartarian, Sarkis Minassian, Khachatur Malumian, Harutiun Jangülian, y Nazaret Daghavarian, para luego ser transferido hacia Diyarbakır el 2 de junio. Aparentemente, debían someterse a una corte marcial en Diyarbakır; sin embargo, tanto Khajag como sus compañeros de prisión fueron asesinados en el territorio de Karacur, en la ruta que une Sanliurfa con Severek (actual Siverek). La orden de las ejecuciones fueron dadas pro el Capitán Şevket hacia Haci Onbaşı, un miembro de la Organización Especial.